# Madeleine Eggendorffer
Madeleine Eggendorffer, död 1795, var en schweizisk tryckare, förläggare och bokhandlare. 
Efter faderns död 1769 drev Eggendorffer till en början sin bokhandel tillsammans med sin bror. Företaget gick dock i konkurs 1771. Hon köpte delvis tillbaka verksamheten. Från 1771 till 1795 drev hon, med stöd av sin man, framgångsrikt Freiburgs enda bokhandel. 
Eggendorffer deltog i mässorna i Bern och höll regelbunden kontakt med schweiziska bokhandlare, särskilt med Neuchâtel Société typographique. Hon hade också nätverk med franska bokhandlare i Lyon och Paris. Hon publicerade många verk, inklusive: år 1788 åtta banden Histoire militaire et diplomatique de la Suisse av Beat Emanuel von May.
1998 döptes Madeleine -Eggendorffer-promenaden i Bürglen efter henne.